# Hierochloë alpina
Hierochloe alpina або Hierochloë alpina — вид трав'янистих рослин родини тонконогові (Poaceae). Поширений в арктичних і гірських помірних областях Північної Америки, Азії та Європи.

## Опис
Це багаторічні трав'янисті килимотвірні рослини, які ростуть у досить щільних килимках, завдяки розгалуженим кореневищам, зазвичай з короткими гілками кореневищ до 2 см завдовжки і ≈2 мм завширшки між повітряними пагонами. Стебла 10–25 см, прямостійні, голі й гладкі, з оболонкою засохлих листків біля основи яскраво-червоного або пурпурного кольору. Уся рослина має різкий запах (кумарин). Листки згорнуті або іноді плоскі або ниткоподібні (закручені), з численними жилами, виразно піднятими на верхній поверхні й згладженими на нижчій поверхні, вкриті короткими жорсткими волосками на верхній поверхні, темно-зеленого кольору. Прикореневі листки 10–20 см завдовжки й дуже вузькі 1.2–1.7 мм шириною, поступово звужуючись у напрямку до верхівки. Стеблових листків 2–3, значно коротші, до 4–6 см, але часто значно ширші, аж до 3.5–4.0 мм, швидко зменшуються в довжині при русі до вершини стебла. Лігули 0.3–1.0 мм, урізані.
Одиниці суцвіття Poaceae — колоски, майже завжди численні в волотях або колосовидих суцвіттях. Колоски складаються з 2-х лусок (приквітки для колоска) і одної або кількох квіток. Квітки містять леми (нижні квіткові луски) і верхні квіткові луски.
Суцвіття — помірно щільні, овальні волоті, 2.5–5 × 1–2.5 см завдовжки, що займає приблизно 1/5–1/8 від довжини стебла, зі стрункими висхідними гілками. Волоті з 5–7 вузлами і з 2–4 гілками в кожному з нижчих вузлів. Гілки гладкі, 1–2 см завдовжки, зазвичай з 1–2 колосками в їхніх периферичних частинах. Колоски 4–7 × 2.5–3.5 мм, з 3 квітками приблизно на одному рівні: два бічних чоловічі, центральна — двостатева. Приквітки (луски і леми) зі слабим кілем. Колоскові луски від овальних до ланцетоподібних, від гострих до загострених, з 1(3) жилками, гладкі, зелені(середня частина), фіалково-пурпурні, з широким золотисто-жовтим напівпрозорим краєм, нижні луски 4–6 мм; верхні — 5–7 мм (часто найдовші луски в колоску). Леми 4–5 мм, ланцетоподібні, гострі, розщеплені в двостатевій квітці, 3-жильні, більш менш зелені, волохатий з довгими волосками, уздовж повної довжини в чоловічих квітках, при верхівково в двостатевих квітках. Пиляки 1.2–1.4 мм завдовжки, як правило, добре розвинені. Плоди — однонасінні сім'янки.

## Відтворення
Статеве чи безстатеве розмноження насінням. Місцеве вегетативне розмноження фрагментацією килимків. Вітрозапильний вид. Діаспори (колоски з плодами за винятком приколоскових лусок) поширюються переважно пасивно, але деяке розсіювання вітром і тваринами можливе завдяки остюкам і волохатим лемам.

## Поширення
Це навколоарктичний вид (Канада, Аляска, Ґренландія, Шпіцберген — Норвегія, арктична Росія), який досягає на півдні центральноазійських гір (Китай), гір на межі між Канадою і США, на сході Північної Америки півдня Лабрадора й Квебека, й у Європі — гір північної Скандинавії (пн. Норвегія, пн. Швеція, пн. Фінляндія).
Населяє сухі пустища разом з Dryas, Cassiope і частково Salix polaris на добре дренованих, здебільшого грубих субстратах. Вид відсутній в областях з кислими субстратами й вапняних областях.